# Christoph Mick
Christoph Mick (ur. 2 sierpnia 1988 w Bolzano) – włoski snowboardzista. Jego najlepszym wynikiem olimpijskim jest 20. miejsce w slalomie równoległym na igrzyskach olimpijskich w Soczi. Natomiast najlepszy wynik na mistrzostwach świata uzyskał w slalomie równoległym na mistrzostwach w Kreischbergu zajmując 11. miejsce w tej konkurencji. Najlepsze wyniki w Pucharze Świata w snowboardzie osiągnął w sezonie 2015/2016, kiedy to zajął szóste miejsce w klasyfikacji generalnej (PAR). W sezonie 2016/2017 zajął trzecie miejsce w klasyfikacji PSL.

## Osiągnięcia

### Igrzyska olimpijskie
| Miejsce | Dzień     | Rok  | Miejscowość | Konkurencja       | Zwycięzca |
| ------- | --------- | ---- | ----------- | ----------------- | --------- |
| 28.     | 19 lutego | 2014 | Soczi       | Gigant Równoległy | Vic Wild  |
| 20.     | 22 lutego | 2014 | Soczi       | Slalom równoległy | Vic Wild  |

### Mistrzostwa świata
| Miejsce | Dzień       | Rok  | Miejscowość   | Konkurencja       | Zwycięzca          |
| ------- | ----------- | ---- | ------------- | ----------------- | ------------------ |
| 14.     | 19 stycznia | 2011 | La Molina     | Gigant równoległy | Benjamin Karl      |
| 34.     | 22 stycznia | 2011 | La Molina     | Slalom równoległy | Benjamin Karl      |
| 30.     | 27 stycznia | 2013 | Stoneham      | Slalom równoległy | Rok Marguč         |
| 11.     | 22 stycznia | 2015 | Kreischberg   | Slalom równoległy | Roland Fischnaller |
| 31.     | 15 marca    | 2017 | Sierra Nevada | Slalom równoległy | Andreas Prommegger |
| 24.     | 16 marca    | 2017 | Sierra Nevada | Gigant równoległy | Andreas Prommegger |

### Puchar Świata

#### Miejsca w klasyfikacji generalnej PAR
- sezon 2006/2007: 74.
- sezon 2007/2008: 72.
- sezon 2008/2009: –
- sezon 2009/2010: 58.
- sezon 2010/2011: 29.
- sezon 2011/2012: 29.
- sezon 2012/2013: 34.
- sezon 2013/2014: 30.
- sezon 2014/2015: 15.
- sezon 2015/2016: 6.
- sezon 2016/2017: 10.
- sezon 2017/2018: 21.

#### Miejsca na podium w zawodach
1. Badgastein – 9 stycznia 2015 (slalom równoległy) – 2. miejsce
2. Cortina d’Ampezzo – 19 grudnia 2015 (slalom równoległy) – 1. miejsce
3. Bad Gastein – 10 stycznia 2017 (slalom równoległy) – 1. miejsce